# جمعية أرباب العمل الإندونيسية
جمعية أرباب العمل الإندونيسية هي منظمة مستقلة وغير حزبية من رواد الأعمال الذين يعملون في القطاع الاقتصادي في إندونيسيا. يقع مقر منظمة أصحاب العمل في جاكرتا مع مكاتب إقليمية في جميع أنحاء الأرخبيل الإندونيسي. تعمل المنظمة على مناقشة مختلف القضايا التي يواجهها أرباب العمل في البلاد، وكذلك سد الفجوة بين العمال وأرباب العمل.

## التاريخ
تأسست المنظمة في 31 يناير 1952 تحت اسم المجلس الاستشاري الإندونيسي للريادة الاجتماعية والاقتصادية. في المؤتمر الوطني لأرباب العمل الثاني في سورابايا في عام 1985 غيرت اسمها إلى جمعية أرباب العمل الإندونيسية. تم الاعتراف بالجمعية في عام 1975 بموجب مرسوم من وزير القوى العاملة، وتفويض من غرفة التجارة والصناعة الإندونيسية، لتمثيل أرباب العمل في جهة الإصدار المتعلقة بالعلاقات الصناعية وشؤون القوى العاملة.

## العضوية
تتكون عضوية الجمعية من نوعين، هما الأعضاء العاديون والأعضاء الاستثنائيون:
- العضو العادي: هو شركة في شكل كيان قانوني أو غير ذلك، مملوكة لفرد أو جمعية أو كيان قانوني، سواء مملوكة من قبل الدولة أو حكومية، تستخدم عمال عن طريق دفع الأجور أو غيرها من أشكال التعويض.
- الأعضاء الاستثنائيون: هم بعض الشركات سواء على المستوى الوطني أو الدولي والتي يتم تسجيلهم مباشرة في المجلس الوطني أو القيادة أو مجلس القيادة الإقليمي.